# Cylloceria tenuicornis
Cylloceria tenuicornis är en stekelart som beskrevs av Humala 2002. Cylloceria tenuicornis ingår i släktet Cylloceria och familjen brokparasitsteklar. Enligt den finländska rödlistan är arten nationellt utdöd i Finland. Inga underarter finns listade i Catalogue of Life.